# ℣
Ne doit pas être confondu avec V barré ou Ꝟ.
Cette page contient des caractères spéciaux ou non latins. S’ils s’affichent mal (▯, ?, etc.), consultez la page d’aide Unicode.
Le caractère ℣ est appelé « versicule » ou « verset ».

## Utilisation
Le caractère typographique ℣ est à lire « verset » en français (verset de la Bible le plus souvent) et peut être suivi d’un numéro.
Ce caractère typographique ℣ sert aussi, dans les livres utilisés dans la liturgie, à introduire la partie appelée verset (il s’agit souvent d’un verset de la Bible) à laquelle il sera répondu par un répons noté ℟.

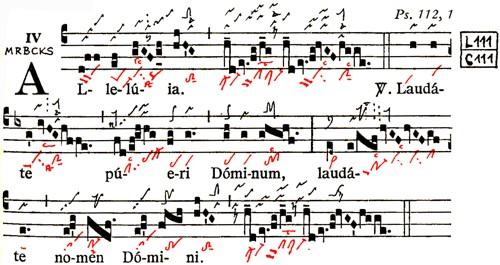
Graduale Triplex (1979). Cantatorium de Saint-Gall, fol. 111) = C111 : ℣. Laudá-te pú-e-ri Dóminum...

Lorsque l’on ne dispose pas de ces caractères, « ℣ » et « ℟ » sont remplacés respectivement par « V/ » (V barre) et « R/ » (R barre).

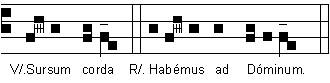
Exemple d’utilisation de « V/ » et de « R/ ».

### Codage informatique
Le code Unicode de ce caractère est U+2123. Il a été ajouté juin 1993 (Unicode 1.1.0) et il fait partie du bloc symboles de type lettre (2100 à 214F).